# Herman Ygberg
Herman Ygberg, né le 5 janvier 1844 à Stockholm et décédé le 14 décembre 1917, est un urbaniste suédois. En tant qu'urbaniste, on lui doit la création des premiers cités-jardins à Stockholm au début du XXe siècle.
Dans la ville de Smedslätten, une route porte son nom.